# Alcman
Alcman (secolul al VII-lea î.Hr.) a fost poet și muzician grec, unul din întemeietorii poeziei corale.

## Viața
S-a născut la Sardes, capitala regatului Lydia.
După unele surse, ar fi fost sclavul lui Agesis, care i-ar fi redat libertatea datorită valorii sale.
Tema principală a poeziilor sale o constituie dragostea.

## Opera
A scris în dialectul doric.
A introdus tipul de vers care îi poartă numele.
A mai scris și imnuri religioase.
Se remarcă eleganța și suplețea versului.
I se atribuie inventarea poeziei erotice, categorie la care aparțin Parteneele ("Partheneion"), imnuri care erau cântate în cor de fete tinere.